# Fuerte del Pilar
El Fuerte Pilar o bien Real Fuerte de Nuestra Señora del Pilar de Zaragoza es una fortaleza de defensa militar del siglo XVII construida por el gobierno colonial español en la ciudad de Zamboanga, en la isla de Mindanao al sur del país asiático de Filipinas.

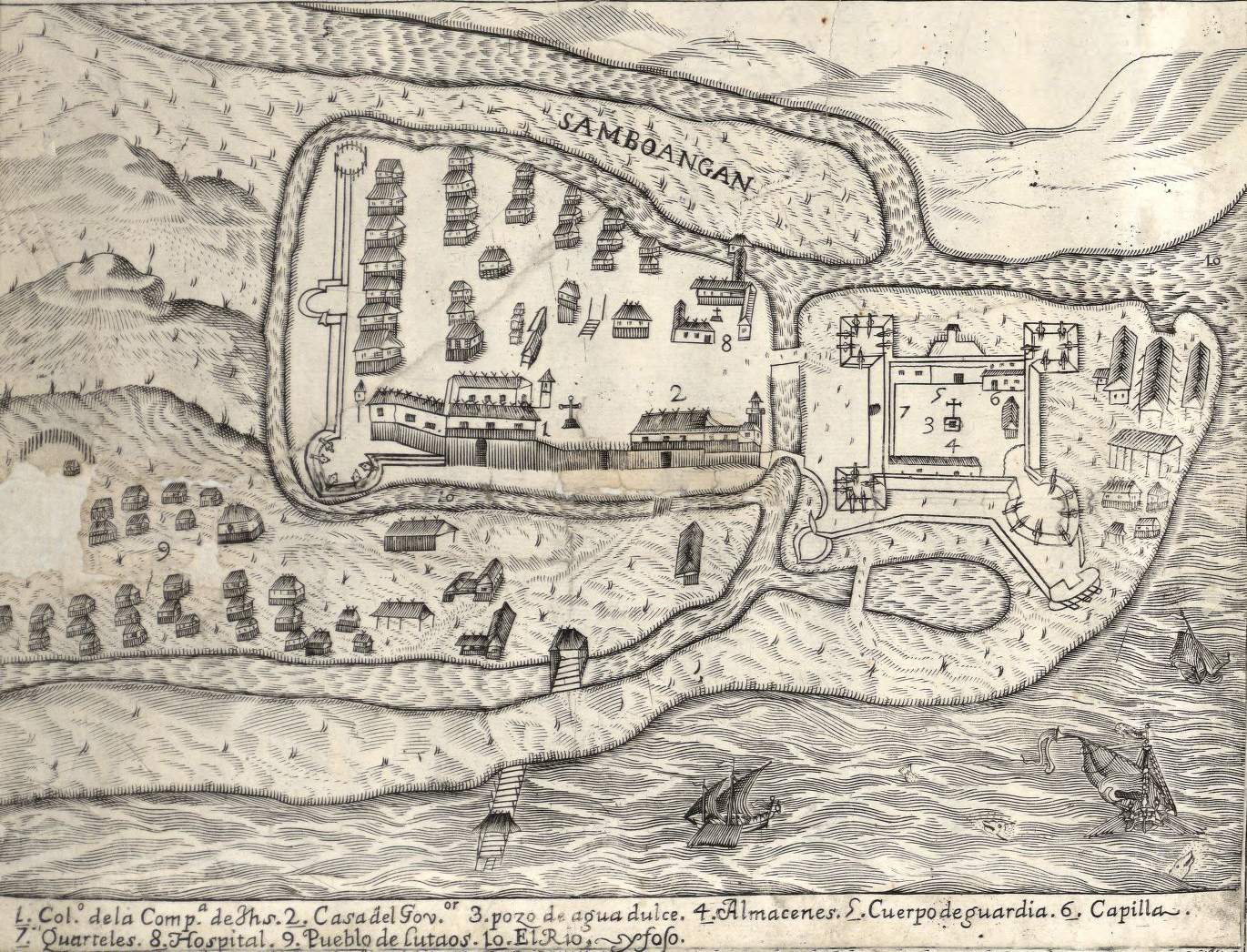
Ilustración de Zamboanga ("Samboangan") y Fuerte del Pilar, detalle de la Carta Hydrographica y Chorographica de las Yslas Filipinas, 1734.

La fortaleza , que ahora es un sector regional del Museo Nacional de Filipinas, es un importante símbolo de la ciudad y del patrimonio cultural local. Fuera de la muralla oriental existe un santuario mariano dedicado a Nuestra Señora del Pilar, patrona de la ciudad.

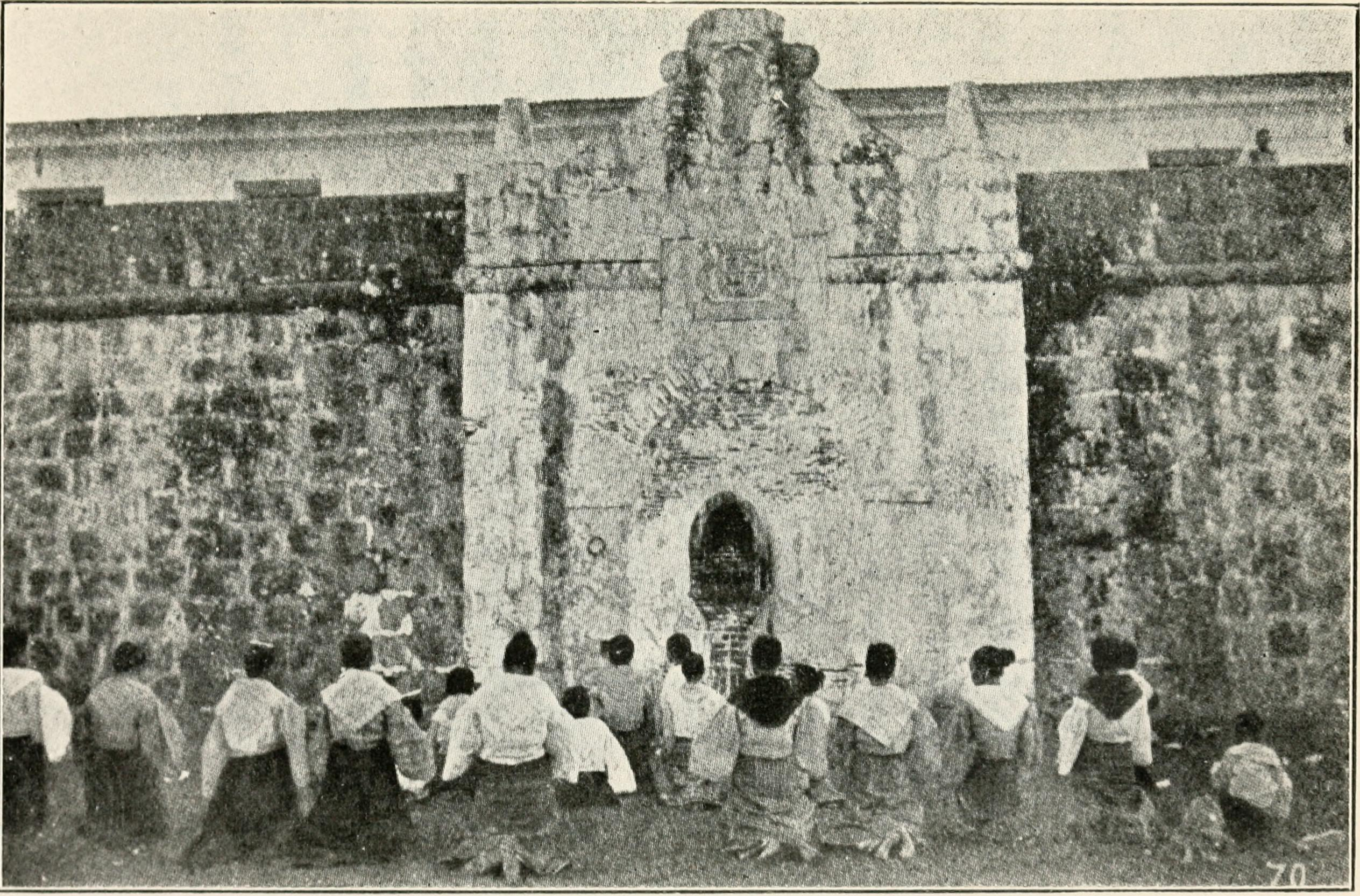
El Fuerte del Pilar en el año 1902.

En 1635, tras las peticiones de los misioneros jesuitas y el obispo Fray Pedro de Cebú, el gobernador español de Filipinas Juan Cerezo de Salamanca (1633-1635) aprobó la construcción de una fortaleza de piedra para la defensa contra los piratas y saqueadores de los sultanes de Mindanao y Jolo.